# Hamilton hercege
A Hamilton hercege ( 1643) skót főrendi cím. A mindenkori trónörökös címe – (Rothesay hercege  1398) – az egyetlen élő skót hercegi cím, ami a főrendben megelőzi. Ezért a Hamilton hercege cím viselőjét számos előjog illeti meg. Hamilton hercegei viselték létrehozása óta az angol Brandon hercege ( 1711) címet is, amelyet azért nyertek el, hogy skót főrendként helyet foglalhassanak a Parlament felsőházában.
A hercegi címek jelenlegi viselője Alexander Douglas-Hamilton (1978–)  Hamilton 16. hercege,  Brandon 13. hercege, az utóbbit csak kivételes esetben említik, mert fiatalabb keletkezésű cím. A hercegnek van örököse, a cím a közeljövőben biztos fennmarad.
A Hamiltonok felemelkedésének fontos állomása volt a Stuart királyi házba történő beházasodás, illetve a Douglas családdal való kapcsolat, amelyben az egymás elárulásától a házasságig minden előfordult. A Hamiltonok egy ideig a skót trón örökösök sorában az első-negyedik helyen álltak, ez az Arran grófok ideje volt. A hercegi cím elveszni látszott férfi ági örökös hiányában, de Anne Hamiltont, a 3. hercegnőt elvette William Douglas, és azóta az ő férfi leszármazottai viselik a hercegi címet. A Hamiltonok fontosságát mutatja, hogy az Abercorn hercegi család is az Arran grófok egyenesági férfi leszármazottai.
A XX. századig a Hamiltonok egyre gazdagabbak lettek, címüknek megfelelően részt vettek a politikában, az ország irányításában, de a hercegi címet viselők inkább voltak költekezésükről, kalandjaikról ismertek. A Hamiltonok székhelye a Hamilton palota volt, jelenleg Lennoxlove kastélyban laknak. A család jelentős vagyonát az örökösödési adó elől alapítványokba mentették.
A Hamilton hercegekhez szorosan kapcsolódik a Selkirk grófja cím is, amely – nagyon leegyszerűsítve – a második fiú nemesi címe, a cím ma is létező.
Ebben a szócikkben olvasható a Hamilton hercegek és elődeik, a Hamilton márkik és Arran grófok rövid életrajza. A két családfa segít eligazodni a családi kapcsolatokban. A családfák hivatkozásként működő nevei a Hamilton hercegek és elődeik esetében a szócikken belül visznek a rövid életrajzhoz, a nem herceg Selkirk grófok esetében átvisznek a Selkirk grófja szócikk adott rövid életrajzához. Azon nevek esetében, amelyek nem hivatkozások, a név mögötti jegyzet jelzésre kattintva olvasható az adott személy rövid életrajza.

## A kezdet
A Hamilton klán története Skóciában a XIII. században kezdődött, amikor Walter FitzGilbert, a klán ősatyja, megkapta a Cadzow-i birtokot I. Róbert skót király király támogatásáért. A Hamiltonok először a Lanarkshire-i területen telepedtek le, és gyorsan emelkedtek a skót nemesség soraiba. A klán neve az ősi Hameldone vagy Hamelton birtokról származik, amely Northumberlandben található. A XIV. században Walter Hamilton hűsége a Bruce családhoz és II. Dávid skót királyhoz megerősítette a klán pozícióját.
A XV. század közepén a Hamilton klán jelentős hatalomra tett szert, amikor James Hamilton, I. Lord Hamilton, feleségül vette Mary Stewartot, Skócia királyi hercegnőjét. Ez a házasság szoros kapcsolatot teremtett a skót királyi családdal, és a klán befolyását tovább növelte. A Hamiltonok ellenségeskedtek a Douglas klánnal, és 1445-ben részt vettek annak leverésében. A klán befolyása és hatalma tovább nőtt, különösen miután 1460-ban I. James Hamiltont Lord Hamilton címmel tüntették ki. 1467-re a Hamiltonok már a skót arisztokrácia egyik legbefolyásosabb klánjává váltak.

## Arran grófjai
A Hamilton család felemelkedése egyértelműen köszönhető annak, hogy a skót királyokat adó Stuart-házhoz tartoztak, ahogy ezt az első családfa eleje is jól mutatja. A Hamilton hercege cím elnyeréséhez vezető lépcső volt az Arran grófja cím. A szócikk bemutatja Arran első három grófját, ezt követi egy részleges családfa a Hamilton hercegek előtti időszakról.
Az Arran grófja cím(ek)
Az Arran grófja címet először Thomas Boyd (–1472) viselte, akinek nem volt köze a Hamilton családhoz. A címet árulás miatt 1469-ben megvonták tőle.
A másodszorra IV. Jakab skót király hívta életre az Arran grófja címet, amelyet 1503-ban James Hamiltonnak adományozott. VI. Jakab skót király 1599-ben John Hamiltont, Hamilton első márkijává nevezte ki és hozzákapcsolta az Earl of Arran címet, ez nem számított új kreációnak az Earl of Arran cím esetében. Azért, mert az eredeti Earl of Arran cím még létezett.
Az 1643-as címadományozásnál a különleges öröklési szabályok egy új és egyedülálló kreációt igényeltek. Ez a kreáció nemcsak az Arran grófja címet tartalmazta, hanem számos más címet is (például Clydesdale márkija), és ezek mind egy új hercegi cím, a Hamilton hercege alá kerültek. Az új kreáció szükséges volt ahhoz, hogy az öröklési szabályok kiterjedjenek a Hamilton család különböző ágainak női leszármazottaira is, valamint biztosítsák a címek folytonosságát a Hamilton név és címer viselői számára.
Létezik az ír nemességben is Arran górfja cím. Először 1662-1686 között, majd másodszorra 1693–1758 között és végül harmadszor létrehozva 1762-től él a cím, a Gore családé. Arthur Gore-nak, Arran 9. grófjának, (1938. július 14. –  ), két leánygyereke van, így a cím a halálakor várhatóan visszaszáll a koronára, megszűnik. Esetükben az Arran név a Galway környékén levő Aran szigetre utal és nem a skót Arran szigetre.
Létezik a Skót Baronage-ben is Arran bárója és Arran grófja cím is, de ennek a Hamilton családhoz csak véletlenül van köze. Talán a legismertebb példa Hamilton 12. hercege unokája, Lady Jean Graham, Arran grófja a Baronage-ben. A Bletchley Parkban is dolgozott hölgy elárverezett ezer hektár termőföldjét, hogy kifizesse a szigeti nyaralója központi fűtését. A vásárló Willi Ernst Sturzenegger üzletember volt, aki a vétel után megpróbálta elismertetni jogát a grófi címre – sikertelenül.
James Hamilton (kb. 1475–1529) Arran 1. grófja
James Hamilton négyévesen, 1479-ben örökölte birtokait és címét. 1489-ben unokatestvére, IV. Jakab skót király kinevezte Lanark seriffjévé, valamint a skót Titkos tanács tagjává tette. IV. Jakab skót király megbízásából 1502 áprilisa és augusztusa között egy flottát vezetett, hogy segítséget nyújtson János dán királynak a svéd-norvég lázadás leverésében. Hamilton közvetített Jakab és Tudor Margit házasságának létrejöttében. Az esküvőn 1503. augusztus 8-án, Arran grófjává ( 1503) nevezték ki. 1504-ben Skócia fővezéreként hadjáratot vezetett a Nyugati-szigeteken zajló lázadás elfojtására. 1507 szeptemberében IV. Jakab megbízásából diplomáciai küldetésen volt XII. Lajos francia király udvarában, de visszafelé 1508 elején Angliában rövid időre fogva tartották, mivel VII. Henrik gyanakodott, hogy megújul a skót-francia szövetség. 1513-ban, amikor VIII. Henrik megtámadta Franciaországot, Hamilton vezette a skót flottát, amely támadást intézett az ulsteri Carrickfergus ellen, majd Franciaországba hajózott, de lekéste a vesztes floddeni csatát. V. Jakab kiskorúsága alatt Hamilton szembeszállt Archibald Douglas-szal, Angus 6. grófjával és az angol párttal. 1520-ban vereséget szenvedett Edinburgh utcáin Angus ellen a Cleanse the Causeway néven ismert zavargás során. Összeesküvést szőtt John Stewart, Albany hercege ellen, miközben Albany Franciaországban volt, és épp őt helyettesítette a régens tanács élén. 1524-ben csatlakozott Tudor Margithoz, hogy eltávolítsák Albany hercegét és V. Jakabot trónra helyezzék. Ugyanabban az évben VIII. Henrik nyomására kénytelen volt visszaengedni Angus grófját a tanácsba, majd 1526-ban támogatta Angus-t Linlithgow Bridge-i csatában. Az Angusok bukása után Hamilton megszerezte a Douglas klán Bothwell birtokait.
James Hamilton (kb. 1516 – 1575) Arran 2. grófja, majd Châtellerault 1. hercege
James Hamilton 1529-ben örökölte meg a grófi címet. I. (Stuart) Mária skót királynő kiskorúsága idején, 1542 és 1554 között az országot irányította régensként. Mária után ő volt a második a trón várományosai sorában, ez jogosította fel a régensi tisztségre. Hamilton protestáns volt és az angolbarát párt tagja. 1543-ban közreműködött Stuart Mária skót királynő és VIII. Henrik angol király fia, Edwárd házasságának tárgyalásában. Ebben az évben engedélyezte a Biblia lefordítását és olvasását a nép beszélte skót angol nyelvjárásra. 1543. január 27-én letartóztatta és fogva tartotta Beaton bíborost, a skót katolikusok vezetőjét. Szeptemberében Arran titokban találkozott Beaton bíborossal, kibékült ellenségével és áttért a katolikus hitre, így csatlakozott a franciabarát skót frakcióhoz. 1547 szeptemberében Arran nagy skót sereget toborzott, hogy ellenálljon Edward Seymour Somerset 1. hercege vezette angol inváziónak, de vereséget szenvedett a Pinkie-i csatában. Hamilton támogatta Mária házasságát II. Henrik francia király legidősebb fiával, Ferenc herceggel. Jutalmul II. Henrik 1549. február 8-án Châtellerault hercegévé ( 1549, negyedik létrehozás) tette és a Szent Mihály-rend lovagjává avatta. A régensi tisztségről 1554-ben politikai nyomásra mondott le, Matthew Stewart, Lennox 4. grófja és Mária anyja vitatta Arran követelését és legitimitását, hogy azt sugallta, hogy apja válása és második házassága érvénytelen volt. A skót reformáció első hónapjaiban továbbra is támogatta Máriát, de 1559 augusztusában átállt a protestáns Lordok oldalára, emiatt francia hercegi címét megvonta a francia uralkodó. Miután 1566-ban sikertelenül próbálta visszaszerezni elkobzott hercegségét Franciaországban, 1569-ben visszatért Skóciába, de Murray James Stewart, Moray 1. grófja, Mária királynő féltestvére bebörtönözte és árulónak nyilvánította. Murray 1570-es meggyilkolása után szabadon engedték, de pletykák szerint részt vett a gyilkosságban. 1573-ban feladta Mária támogatását, és elismerte Mária fiát, VI. Jakabot Skócia királyának.
Arran 2. grófjának és feleségének, Margaret Douglasnak közös felmenője volt II. Jakab skót király. Margaret Douglas és testvérei, Elizabeth, Janet és Beatrix Douglas, az utód James, lánya Anna és legfiatalabb fia, David szintén mentális betegségekben szenvedtek. Thomas Randolph – az angol uralkodó skóciai követe – leírása a mánia és a bipoláris zavar modern diagnózisaihoz hasonlít, bár pszichológiai állapotának részletei ismeretlenek maradnak.
James Hamilton (kb. 1533–1609) Arran 3. grófja
James Hamilton trónöröklési sorban születésekor a harmadik volt, így apja igyekezett számára megfelelő feleséget találni – sikertelenül. 1543-ban Mária skót királynő volt a kiszemelt. 1548 augusztusában Mária skót királynőt Franciaországba küldték, és James Hamilton is kíséretében volt. Alig 16 évesen kinevezték a skót királyi gárda (Garde Écossaise) kapitányává, és 1557-ben kitüntette magát a Saint-quentini csatában. Bár több előkelő francia hölgyet is javasoltak számára feleségül, nem nősült meg. Hamilton apja 1554-ben lemondott a skót kormányzóságról, és ezt követően angolbarát politikát folytatott. 1558-ban azt javasolta, hogy fia vegye el I. Erzsébet angol királynőt, hogy erősítsék az angol-skót szövetséget, 1560 decemberében Erzsébet hivatalosan elutasította a házassági ajánlatot, mert Jamest mentálisan instabilnak írta le az angol uralkodó skóciai követe. Amikor apja 1559 júniusában protestáns hitre tért, Hamilton éppen apja franciaországi birtokain tartózkodott, menekülnie kellett a francia hatóságok elől. A menekülését I. Erzsébet királynő tanácsadója, William Cecil és Párizsban működő angol nagykövet, Nicolas Throckmorton szervezte meg. A Monsieur de Beaufort nevet használó Hamilton végül Svájcon át jutott el Angliába, ahol találkozott a királynővel. James Hamilton csatlakozott a Kongregáció Lordjaihoz és aktívan harcolt a skót reformáció ügyéért a franciák és Guise-i Mária ellen. 1560 januárjában Hamilton vezette a hadjáratot Fife-ben, részt vett Leith ostromában, és végül részt vett az 1560-as Edinburghi Egyezmény tárgyalásain, melyek után a protestáns vallás hivatalossá vált Skóciában. II. Ferenc 1560-as halála után Hamilton apja újra megpróbálta összeházasítani fiát Máriával, de Mária ellenállt. 1562 elején James Hamilton mentális állapota romlott, és súlyos fantáziák gyötörték. Az aggodalmakat fokozta, hogy Hamilton téveszmékbe merült, és arra is volt példa, hogy nyolc napig ágyban feküdt, képzelt félelmei miatt szenvedve. James Hamilton mentális állapota 1562 húsvétján súlyosan megromlott, és apja bezáratta őt a egyik kastélyába. Hamilton azonban megszökött, furán viselkedett, boszorkányokkal és ördögökkel kapcsolatos téveszméket hangoztatott. Őrültnek nyilvánították, és élete hátralévő részét fogságban töltötte. Ezalatt birtokai öccsei – John és Claud Hamilton irányította. Állapota soha nem javult, és 1609-ben hunyt el, címei és birtokai pedig unokaöccsére szálltak.

## Arran grófok és Hamilton márkik részleges családfája
Ez a családfa részleges, nem tartalmazza az összes családtagot. Jellemzően azokat tüntettük föl, akik az Arran grófi vagy a Hamilton márki cím megszerzése és öröklése szempontjából fontosak. A feltüntetett családtagok több esetben egymással kötöttek házasságot, ezt jeleztük. A kattintható nevek – Arran grófok és Hamilton márkik – az oldalon belüli rövid életrajzi leírásra visznek. A többiek esetén a név mögötti jegyzet-számra kattintva olvashat tömör életrajzot. Több esetben jeleztük, ha adott leszármazott új főrendi címet kapott. A al– vagy mellék– vagy társcímeket szintén jegyzetként adjuk meg.
- II. Jakab  skót király (1430–1460)
  - III. Jakab  skót király (1451–1488)
    - IV. Jakab  skót király  (1473–1513)
      - Catherine Stewart (törvénytelen utód) (kb.  1495–1554)[m 13]
        -  Margaret Douglas (kb. 1510–1579)[m 14] Férje: James Hamilton

  - Mary Stewart (1453–1488), második férje: James Hamilton[m 15]
    - James Hamilton (kb. 1475–1529)  Arran 1. grófja
      -  James Hamilton (kb.1516–1575)  Arran 2. grófja, majd  Châtellerault 1. hercege.[m 8] Felesége: Margaret Douglas
        - James Hamilton (~1533–1609)  Arran 3. grófja
        - Anne Hamilton (~1535 – ~1574), férje: George Gordon  Huntly 5. grófja[m 16]
          - George Gordon (1562–1636)  Huntly 6. grófja, majd  Huntly 1. márkija[m 17]
            - ...innen Huntly márkijai, majd Gordon hercegei, végül ismét Huntly márkijai!
            - Mary Gordon (kb. 1600–1674). Férje: William Douglas (1589–1660)  Angus 11. grófja, majd  Douglas 1. márkija.[m 18]
              - Archibald Douglas (kb. 1609 – 1655.)  Angus 12. grófja, innen Angus grófok...
              - William Douglas (1660-tól Hamilton) (1634–1694)  Selkirk 1. grófja,[m 19] majd  Hamilton hercege KG. Felesége: Anne Hamilton Hamilton 3. hercegnője
              - George Douglas (1635–1691/92)  Dunbarton 1. grófja, innen Dunbarton grófok...

        - John Hamilton (1540–1604)  Hamilton 1. márkija
          - James Hamilton (1589–1625)  Hamilton 2. márkija,  Cambridge 1. grófja[m 20]
            - James Hamilton (1606-1649)  Hamilton 3. márkija, majd  Hamilton 1. hercege,[m 21]  Cambridge 2. grófja[m 20]

        - Claud Hamilton (1546–1621)[m 22]
          - Margaret Hamilton William Douglas  Angus 11. grófja első felesége
          - James Hamilton (1575–1618) ::  Abercorn 1. grófja. Innen lásd az Abercorn grófi, végül hercegi családfát!

## Márkik
John Hamilton (1540–1604) Hamilton 1. márkija PC
John Hamilton családja támogatta Stuart Máriát még a trónról való lemondása után is, de végül 1573-ban az apja feladta ezt a támogatást, és elismerte VI. Jakabot Skócia királyaként. Apja halála után John vált a család fejévé, mivel bátyja, James, elmeállapota miatt nem volt képes betölteni a grófi tisztséget. John Hamiltont 1579-ben vádolták meg a skót régensek, Moray és Lennox meggyilkolásában való részvétellel, és ennek következtében vagyonelkobzás alá került, valamint száműzetésbe kényszerült. 1585-ben visszatért Skóciába, egy hadsereget vezetve végül Stirlingben diadalmaskodott, és ezzel visszanyerte birtokait, valamint kinevezték Dumbarton vár kapitányának. 1590-ben VI. Jakab skót király őt tette meg Skócia három határvidéki régiójának felügyelőjévé. 1588-ban alapította meg azt az iskolát, amely később Hamilton Academy néven vált ismertté. 1599. április 15-én, VI. Jakab második lánya, Margit hercegnő keresztelője napján Hamilton márkijává ( 1599) nevezte ki, mellék vagy alcímei: Arran grófja és Lord Aven. A márki bátyja, James előtt halt meg 1604 áprilisában.
James Hamilton (1589–1625) Hamilton 2. márkija, Cambridge 1. grófja KG PC
Hamilton 1604-ben örökölte apja címeit és birtokait. Jakab király neki adományozta az Arbroath Apátság, más néven "Aberbrothwick" birtokait és földjeit, majd 1608. május 5-én létrehozta számára az Lord Aberbrothwick ( 1608) címet. 1609-ben megörökölte az Arran grófja ( 1503) címet őrült és gyermektelen nagybátyjától, James Hamiltontól. Követve a királyt Angliába költözött, befektetett a Somers Isles Company-ba. 1619. június 16-án a királytól megkapta a Cambridge grófja ( 1619) (mellék vagy alcím: Innerdale bárója  1619) címet. 1621-ben Skócia parlamenti főbiztosa, a király képviselője volt a skót parlamentben.

## Hercegek
Az első két Hamilton herceg gyors halála után nem maradt férfi örökös, ezért Anna Hamilton lett Hamilton harmadik hercegnője. Férje, William Douglas felesége jogán is viselhetné a címeket, de Anna kérésére azokat az uralkodó – igaz, csak életre szólóan – megadja a Hamilton nevet is felvevő Williamnek. Innentől a Hamilton herceg cím bonyodalmak nélkül öröklődik. A Hamiltonok részt vállalnak az Angol Királyság, majd a Brit Birodalom vezetésében, erősítésében.
James Hamilton Hamilton 3. márkija, majd Hamilton 1. hercege KG
James Hamilton (1606. június 19. – 1649. március 9.) skót arisztokrata, katona és politikus volt, aki a XVII. század közepén jelentős szerepet játszott a brit történelemben. 1638-ban kinevezték Skócia főparancsnokává, jelentős befolyást gyakorolt a skót kormányzásra. Hamilton támogatta I. Károly angol királyt a polgárháború során, és megpróbálta közvetíteni a király és a parlament közötti konfliktusban. 1643-ban megkapta a Hamilton hercege ( 1643) címet, ezzel a legmagasabb rangú skót nemessé vált, az egyetlen nem királyi hercegi cím viselőjévé.  Bár eredetileg a presbiteriánusokkal szimpatizált, később megpróbált hűséges maradni a királyhoz, ami végül a bukásához vezetett. 1648-ban részt vett az 1548-as Anglia és Wales közötti konfliktusban, amely során a királypárti erők vereséget szenvedtek. Hamiltont a parlamenti erők foglyul ejtették, és 1649-ben lefejezték Londonban. Az ő nevét viseli a skót város, Hamilton is.
William Hamilton Lanark grófja, majd Hamilton 2. hercege KG
William Hamilton (1616-1651) a glasgow-i egyetemen tanult, majd onnan Európába utazott, ahol XIII. Lajos francia király udvarában időzött, majd 21 évesen hazatérve I. Károly angol király londoni udvarában tartózkodott. William Hamilton részt vett a skót Nemzeti Szövetség kidolgozásában, a király hűséges támogatója maradt. A király célja az volt, hogy megőrizze a hatalmát és a stabilitást Skóciában, és Hamilton segítette. Ezért Hamiltont 1639-ben Lanark grófjává ( 1639) tette. 1643-ban I. Károly király parancsára letartóztatták Oxfordban, mert „egyetértést folytatott“ testvérével, Hamilton hercegével. Megszökött, és átmenetileg kibékült a presbiteri párttal, részt vett a kilsythi csatában a szövetség oldalán. 1648-ban Hamilton Hágába menekült a száműzött walesi herceg udvarába. A következő évben megörökölte a Hamilton hercegséget, így a skót királypárti száműzöttek legrangosabb alakja lett. 1650-ben visszatért Skóciába II. Károly királlyal. Hamilton az Arran-szigeten lévő birtokaira vonult vissza Anglia skót inváziójáig. Az 1650-1652-es angol-skót háborúban egy főként bérlőiből származó ezred vezetőjeként vett részt az 1651. szeptember 3-i worcesteri csatában, ahol Hamiltont egy muskétával lábon lőtték. A tábori sebészek összevitatkoztak, hogy amputálni kell-e a lábát. Hamilton nem engedte, négy nappal később belehalt sérüléseibe. A szomszédos utcát az ő tiszteletére nevezték el Hamilton Roadnak.
Halálával a Hamilton hercege cím és annak alcímeinek kivételével szinte minden címe megszűnt – Hamilton márkija ( 1599), Lord Hamilton ( 1445), Lord of Aven ( 1599)  Lord of Aberbrothwick ( 1608), valamint a Cambridge grófja ( 1619) és az Innerdale báró ( 1619) is. A források nagy többsége szerint az Arran grófja ( 1503) valószínűleg ekkor került alvó állapotba.
Anne Hamilton, Hamilton 3. hercegnője
Miután az első herceget 1649-ben kivégezték a három királyság háborújában játszott szerepéért, testvére, William, Lanark grófja örökölte a címeket és a földeket, de ő belehalt az 1651-es worcesteri csatában szerzett sebekbe, miközben ezredét a legsűrűbb harcok egyikébe vezette. 1650-ben Hágában készült végrendeletében kikötötte, hogy Anna az ő örököse, kisemmizve négy életben lévő lányát (egyetlen fia korábban meghalt). A Hamilton herceg cím létrehozásakor alkotott öröklési szabály – a hercegséget az első herceg testvére és a férfi örökösei öröklik, az első herceg legidősebb lánya csak akkor kerülhet a hercegségbe, ha a nagybátyja meghalt, és nem maradt fia – is Annát helyezte címbe. 1656-ban férjhez ment az Edinburgh melletti Corstorphine templomban William Douglashoz, Selkirk 1. grófjához. Kérésére férjét – életére szólóan – Hamilton hercegévé tette a király. Doulgas a házasságkötése napján felvette a Hamilton nevet. 1657 és 1673 között a párnak 13 gyermeke született (a családfán csak a fontosabbakat tüntettük fel), a férje halálát huszonkét évvel élte túl a hercegnő. Férje halála után négy évvel 1698 júliusában Anne lemondott minden címéről Vilmos király kezébe, aki egy hónappal később a hollandiai Het Loo palotában aláírt chartában visszaadta azokat Anna legidősebb fiának. A cím visszaadása feltehetően Anne és férje király iránti lojalitásának volt köszönhető, mivel a negyedik herceg feltételezett jakobitizmusa miatt megkérdőjelezhető volt az Oránia-ház iránt elköteleződése. A hercegnő férjével sokat tett a Hamilton palota felépítéséhez, illetve a Hamilton Akadémia továbbfejlesztéséért. A hercegnő 1716. október 17-én halt meg Hamiltonban.
William Douglas (1660-tól Douglas–Hamilton) (1634–1694) Selkirk 1. grófja, majd Hamilton hercege
William Douglas tíz évesen lett Selkirk 1. grófja. Élete meghatározó napján, 1660. szeptember 20-án a nevét hivatalosan William Douglas-Hamiltonra változtatta, amikor feleségül vette Anne Hamiltont, Hamilton 3. hercegnőjét. A trónjára alig fél éve visszakerült uralkodó az ifjú férjet – felesége kérésére – életre szólóan (azaz nem örökölhetően) Hamilton hercegének () (al– vagy mellékcímek: Clydesdale márkija (), Arran, Lanark és Selkirk grófjának () és Lord Machansyre-nek és Polmont ()) nevezte ki. 1660/61 és 1676 között és 1685-től a skót, 1687-től az angol Titkos tanács tagja. Az uralkodóhoz való hűségéért 1682-ben megkapta a Térdszalagrendet. 1688. október 6-án lemondott Selkirk grófi címéről a fia, James Douglas. William Douglas lemondása része volt a családi stratégiának, amelynek célja volt a birtokok és címek megfelelő öröklése, valamint a család befolyásának biztosítása. Legfontosabb politikai szerepvállalása az 1688-ban kezdődött edinburgh-i konvent volt, ahol kérésére 1689 márciusában a skót koronát felajánlották az orániai III. Vilmosnak és II. Máriának. A Holyrood-palotában halt meg 1694. április 18-án, ekkor az élethosszra kapott címei, így a Hamilton hercege cím is, megszűnt. Felesége huszonkét évet élt még.
Az özvegye állította emlékmű latin felirata rögzíti, hogy „gyakran volt alkirály a három birtok ülésein, a titkos tanács elnöke Skóciában, titkos tanácsadója Angliában három egymást követő királynak“. Burnet püspök szerint, aki jól ismerte, személye „mindenféle csiszolásra vágyott, durva volt és mogorva, de őszinte és nyílt. Vérmérséklete heves volt, sem alávetettségre, sem kormányzásra nem alkalmas. Zaklatott volt, amikor nem volt hatalomban, és akkor is, ha uralkodott“. Gibbs is hasonlóan vélekedett: „… úgy tűnt, mindig is az igazságosságra és hazája javára törekszik; de szűkszavú és önző indulata olyan őrületet hozott benne, hogy nem volt képes nagyot tervezni vagy vállalni”. Unokaöccse, William Johnstone, Annandale és Hartfell 2. grófja hasonló gondolatokat írt róla halálakor: „Ha kedélye, állhatatossága és jókedve megfelelt volna a dolgaihoz, elvesztése sokkal fájdalmasabb lett volna a nemzet számára“.
James Hamilton Hamilton 4. hercege, Brandon 1. hercege KG KT PC

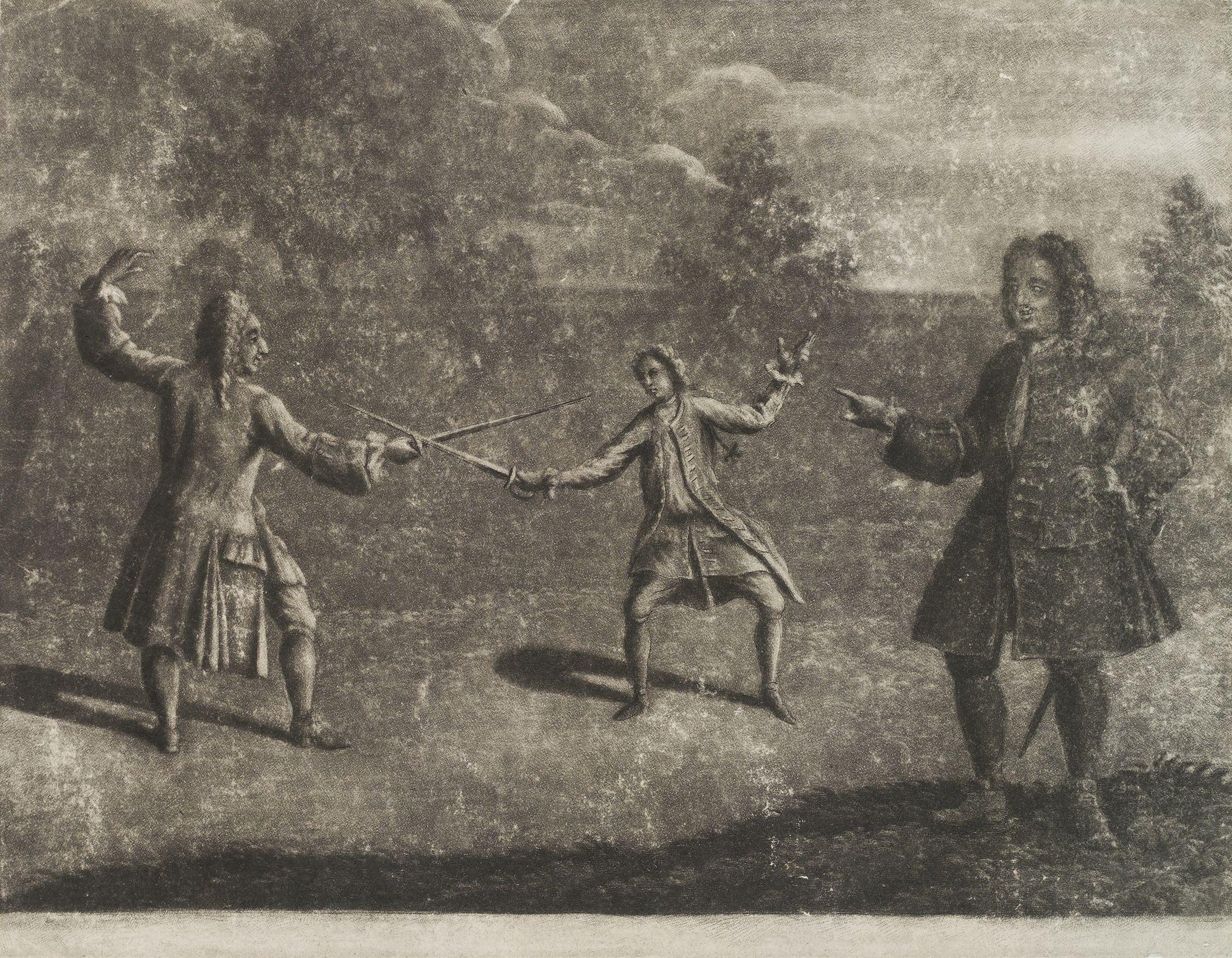
James Douglas, Hamilton 4. hercege, Charles Mohun, Mohun 4. bárója. Ismeretlen művésztől, 1916-ban a londoni National Portrait Gallery-nek adták.

James Hamilton (1658. április 11. – 1712. november 15.) skót nemes, katona és politikus volt. Magán tanítók nevelték, majd a Glasgow-i Egyetemre járt. Ezt követően, Arran grófjaként a korabeli fiatal nemesek körében divatos európai körútat tett. 1683-ban XIV. Lajos francia udvarába akkreditálták nagykövetnek, több mint egy évig maradt Franciaországban. Az 1687-ben feltámasztott Bogáncsrend egyik első lovagja volt. Jakab trónfosztását követően megtagadta, hogy csatlakozzon az „Narancsos herceg“ pártjához, kétszer is bebörtönözték a londoni Towerbe, de mindkétszer vádemelés nélkül elengedték. Arran gróf apja 1694-ben meghalt, anyja pedig 1698 júliusában minden címét letette Vilmos király kezébe, aki egy hónappal később a hollandiai Het Loo palotábanban aláírt chartában visszaadta azokat Arran grófjának, azaz Hamilton 4. hercegének ( 1643). Hamilton támogatta a Darien-tervet a skót parlamentben. Édesanyjával – más főnemesekhez hasonlóan – sokat fektetett be az expedícióba, amely végül kudarcot vallott, aminek következtében Skócia akkoriban forgalomban lévő pénzének húsz százalékát elvesztette. 1711-ben Brandon hercegévé ( 1711) tette az uralkodó, de a Lordok háza egészen 1782-ig vitatta, hogy a cím feljogosítja-e a részvételre. 1712 október 26-án megkapta a Térdszalagrendet, így ő volt az egyetlen nem királyi személy, aki Bogáncs– és Térdszalagrend lovagja is volt. Egy örökösödési vita úgy elfajult közte és Charles Mohun, Mohun 4. bárója között, hogy az kard-párbajra hívta ki a herceget. Az 1712. november 15-én délelőtt a mai Hyde Park helyén megtartott összecsapásban az idősebb Hamilton halálosan megsebesítette Mohunt, de maga is halálos sebet kapott.
Egy korabeli levelében, amelyet a párbaj után egy héten belül Londonból írtak, az író azt állítja, hogy a hercegről: „Biztosítom, hogy jelenleg több barátja van, mint életében valaha volt” Macky azt írta róla: „a királynő csatlakozásakor komoly erőfeszítéseket tett, hogy beillessze a közigazgatásba, de még nem járt sikerrel, bár jól fogadják az udvarban ... bátor, durván merész, nagyon törtető és gőgös ellenség ... állítólag volt néhány gondolata az angol koronával kapcsolatban, amikor a királynő meghalt, mert a Stuart házából származik ... nagy birtoka van, közepes termete, durva bőre és fürge pillantása.“ Burnet püspök, aki jól ismerte őt, azt mondja: „Sajnálom, hogy nem tudok annyi jót mondani róla, amennyit csak kívánnék, és túl sok kedvességem volt hozzá, hogy szükség nélkül bármi rosszat mondjon.“
James Hamilton Hamilton 5. hercege, Brandon 2. hercege KT
James Hamilton (1703. november 19. – 1743. január 9.) 1712-ben örökölte meg címeit. Hamilton hercege a brit hadsereg tisztjeként szolgált. Fiatalon, 1739-ben, a Királyi Lovas Gárda (Royal Horse Guards) parancsnokává nevezték ki. Bár katonai téren nem igen jeleskedett, politikai befolyása jelentős volt. 1743-ban bekövetkezett korai halála hirtelen vetett véget karrierjének.
James Hamilton Hamilton 6. hercege, Brandon 3. hercege KT

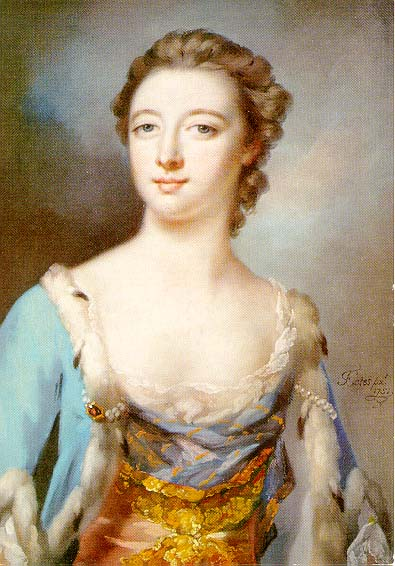
Erzsébet Gunning portré, vélhetően a Hamilton herceggel kötött házassága után. Kérésére többször is készült kép róla

Hamilton (1724. július 10. – 1758. január 17.) 1743. április 14-én jogászként végezte el az Oxfordi Egyetemet. 1752. február 14-én, a Valentin-napon londoni Bedford House-ban találkozott a társasági élet ünnepelt szépségével, Elizabeth Gunninggal. Horace Walpole szerint a herceg még aznap este feleségül akarta venni, felhívott egy plébánost, hogy végezze el a szertartást. Engedély, kihirdetés és gyűrű nélkül azonban a plébános ezt megtagadta. Végül aznap este összeházasodtak Mayfair Kápolnában, mert ott a tiszteletes lazán kezelte a szabályokat. A jegygyűrű egy függönykarika volt. Fiatalon tuberkulózisban hunyt el. Felesége 1776-ban elnyerte a hameldeni Hamilton bárónő címet, amely az ő halála után a hercegtől született fiatalabb fiára szállt.
James George Hamilton, Hamilton 7. hercege, Brandon 4. hercege
James Hamilton (1755-1769) távoli unokatestvére, Douglas herceg 1761-es halálával megörökölte a Douglas márki ( 1633) címet, a néhai herceg birtokával kapcsolatos viták és perek évekig foglalkoztatták a közvéleményt, ez volt a Douglas-ügy (Douglas Cause). Hamilton 1763 és 1767 között Etonban tanult. Azonban 1769-ben, 14 évesen, a Hamilton Palotában elvitte a láz.
Douglas Hamilton Hamilton 8. hercege, Brandon 5. hercege KT
Douglas Hamilton (1756. július 24. – 1799. augusztus 2.) 1769-ben, 13 éves korában örökölte meg a Hamilton hercegi címet. Etonban, majd a Cambridge-i Egyetemen tanult, majd négy évet töltött a kontinensen, korabeli szokásoknak megfelelően. Hazatérve anyja szándéka – „egy magánember lánya, bármilyen végzett is, nem alkalmas arra, hogy szövetségese legyen”, — ellenére elvette a Elizabeth Anne Burrellt. A herceg egyre kicsapongóbb lett. Viszonya volt több színésznővel, titokban Frances Twysden-nel, Eglinton gróf feleségével, utóbbitól el nem ismert gyereke is született, ami miatt a gróf elvállt feleségétől. Végül 1794-ben, kihasználva az új törvény adta lehetőséget, elvállt a hercegi pár. Mivel egyik fél sem támasztott követelést, a korabeli vélekedés szerint megegyezéssel. A herceg nem nősült újra, de Harriet Pye Esten színésznőtől 1796-ban született egy lánya, Anna (1796–1844. augusztus 20.). Hosszú pereskedés után ő lett az első 1782-ben, aki Brandon hercegeként vett részt vett a brit parlamenti életben. A Bogáncsrendet 1785-ben nyerte el. Különös érdeklődést mutatott a művészetek és a tudományok iránt, és jelentős műgyűjteménye volt. Életének jelentős részét utazással töltötte, bejárva Európa számos országát. Halálával a hameldeni Hamilton báró címet a leendő Argyll 4. hercege örökölte, azóta is annak a hercegi címnek a mellékcíme. Mivel utód nélkül halt meg, a hercegi címet nagybátyja örökölte, ám a Hamilton palota berendezését lányára Annára hagyta. Ezt az örökösnek vissza kellett vásárolnia Annától.
Európai útja során őt elkisérő Dr. Moore ezt írta: „Sok jó tulajdonsággal rendelkezik, és kiváló a felfogó képessége, erőssége a gyorsaság és a személyek megismerése – amellyel gyakran meglep. Gyengesége a szeretet-vágy és fékezhetetlen vágy minden új tárgy után, de amint megszerzi, közömbössé lesz számára... Nem tiszteli feljebbvalóit, társaságát sem rangban, sem megértésben. Az első visszafogottá teszi, a többiek pedig megsértik az önbecsülését ... néha rosszkedvű, mégsem rossz a kedélye. Nem tudja elviselni az ellentmondásokat, ki van téve a szenvedély heves fuvallatainak, de nem képes rosszindulatot vagy bosszút rejtegetni... A herceg szó minden értelmében a legjobb társaságba illik – ezek között udvarias, szerény és megfontolt, de a másik osztály esetében viselkedése önteltnek, arrogánsnak és szeszélyesnek tekinthető.“ Lady North Lady Gowernek 1772. október 4-én ezt írta: „Hamilton hercege egy nagyon csinos fiatalember, tökéletesen érintetlen és jól nevelkedett, és azt merem állítani, hogy nagyon jó lesz“. Utólagos vélemény szerint: „Ez a nemes korának egyik legszebb embere volt, de miután hagyta magát félrevezetni a szétszórtság szellemétől, egészsége fokozatosan aláásott, és 1799-ben kora virágában halt meg.“
Archibald Hamilton Hamilton 9. hercege, Brandon 6. hercege
Archibald Hamilton (1740. július 15. – 1819. február 16.) 1768-ban lett Lanarkshire képviselője a brit parlamentben, ahol egészen 1774-ig szolgált. 1799-ben örökölte a Hamilton hercege címet. A herceg jeleskedett a telivér lovak tenyésztésében és a lóversenyek világának kiemelkedő alakja volt. 1786 és 1814 között lovai hétszer nyertek a Doncaster-i St Leger Stakes-en. Gibbs kijelenti, hogy „inkább a versenyzéssel foglalkozott, mint a politikával, de állítólag a whigek felé hajlott. Rövid alsóházi ideje alatt az udvarral szavazott, ritkán volt jelen a Lordok Házában, hiányzott olyan meghatározó szavazásokon, mint Lord Melville felelősségre vonása vagy a katolikus jogkorlátozások feloldása.“
Alexander Hamilton Hamilton 10. hercege, Brandon 7. hercege KG PC
Alexander Hamilton, 10. Hamilton hercege (1767. október 3. – 1852. augusztus 18.) a Hamilton család egyik legjelentősebb tagja volt a 19. században. Tanulmányait Eton College-ban kezdte, majd az oxfordi Christ Church-ben folytatta, ahol  klasszikus irodalomat és a művészetet tanult, Master of Arts diplomát szerzett. A politikai életben is aktív szerepet vállalt – 1802 és 1806 között a Lancaster parlamenti képviselő, 1806 és 1807 között oroszországi nagykövet Szentpéterváron –, de leginkább művészetpártoló tevékenysége révén vált ismertté. Gyűjtőszenvedélye közismert volt, különösen az ókori művészeti tárgyak iránt, és a világ egyik legjelentősebb magángyűjteményét hozta létre. Hamilton különösen vonzódott az egyiptomi műtárgyakhoz, és ő volt az, aki az Egyesült Királyságba vitte az első szarkofágot. A herceg építészeti projekteket is támogatott, többek között a Hamilton Palota jelentős bővítése is az ő nevéhez fűződik. Az egyik legismertebb portréja David d’Angers francia szobrásztól származik. 1836. február 5-én megkapta a Térdszalagrendet. 1852. augusztus 18-án hunyt el, és temetésére az általa gyűjtött műtárgyak között került sor.
A gyászjelentésben megjegyzik, hogy „a félénksége és a temperamentuma változékonysága megakadályozta abban, hogy sok szolgálatot tegyen [whig] pártjának, vagy hogy nagy mértékben támaszkodjanak rá... Nagy hajlama volt arra, hogy túlbecsülje a ősi születését ... kiérdemelte, hogy Anglia legbüszkébb emberének tartsák.“ Lord Lamington a The Days of the Dandies-ben azt írja róla, hogy „soha senki nem volt olyan nagyképű, mint a 10. herceg, a Katalin cárnőhöz küldött követ. Amikor ismertem, már nagyon idős volt, de egyenesen tartotta magát, mint bármelyik grenadier. Mindig katonai zsinóros díszítésű köpenyben, feszes nadrágban és Hesseni csizmában volt öltözve“. Lady Stafford megemlítette „a nagy kabátját, hosszú copfját és aranygyűrűkkel borított ujjait, valamint külföldies megjelenését“. Festményeinek, műtárgyainak, régi könyveinek és kéziratainak gyűjteményét 397 562 fontért adták el 1882 júliusában, a kéziratokat a német kormány vásárolta meg 80 000 fontért. Ezek közül néhányat a brit kormány visszavásárolt, és jelenleg a British Museum-ban találhatóak.
William Alexander Anthony Archibald Hamilton Hamilton 11. hercege, Brandon 8. hercege
William Alexander Archibald Hamilton (1811. február 19. – 1863. július 15.) hercegeként 1852-től 1863-ig viselte a címet. A herceg 1842-ben, európai körútja során látogatott el a badeni udvarba, ahol egy bálon találkozott Mária Amália badeni hercegnő hercegnővel, Napóleon gyámleányával. Hamarosan egymásba szerettek, és 1843. április 23-án házasságot kötöttek. Házasságkötése után főként Párizsban és Badenben élt. nagyon keveset érdeklődik a brit ügyek iránt. 1852-ben megvásárolta a London központjában, Arlington Street 22. szám alatt található házat 60 000 fontért. A herceg hozzávetőlegesen egy évtizeden építette át a házat, amelyre éves jövedelmét meghaladó összeget költött. Hamilton egyetlen lányát, Mary Victoria Hamiltont (1850–1922), először I. Albert monacói herceg vette feleségül, házasságuk érvénytelenítését követően 1880-ban Festetics Tasziló felesége lett.
William Alexander Louis Stephen Douglas-Hamilton (1845–1895) Hamilton 12. hercege, Brandon 9. hercege, Châtellerault hercege KT
William Alexander Louis Stephen Hamilton (1845. március 12. – 1895. május 16.) az oxfordi Eton College-ban és Christ Churchben tanult. „Ha nem nehezítette volna el semmilyen felelősségtudat, és nem sújtotta volna minden halálos bűn sokkal nagyobb mértékben, mint talán bármely más fiatal nemest, akkor erős, egyszerű ember lett volna, és sok szempontból sikeres. ... Christchurchben előbb box meccsekre járt, aztán később lóversenyzésre, vitorlázásra és egyéb szórakozásra... Testes volt, durván pirospozsgás arcbőrű, erős nyaka volt, és elég erősnek tűnt ahhoz, hogy öklével leüssön egy ökröt ... Beszédének őszintesége a durvaság határát súrolta.“

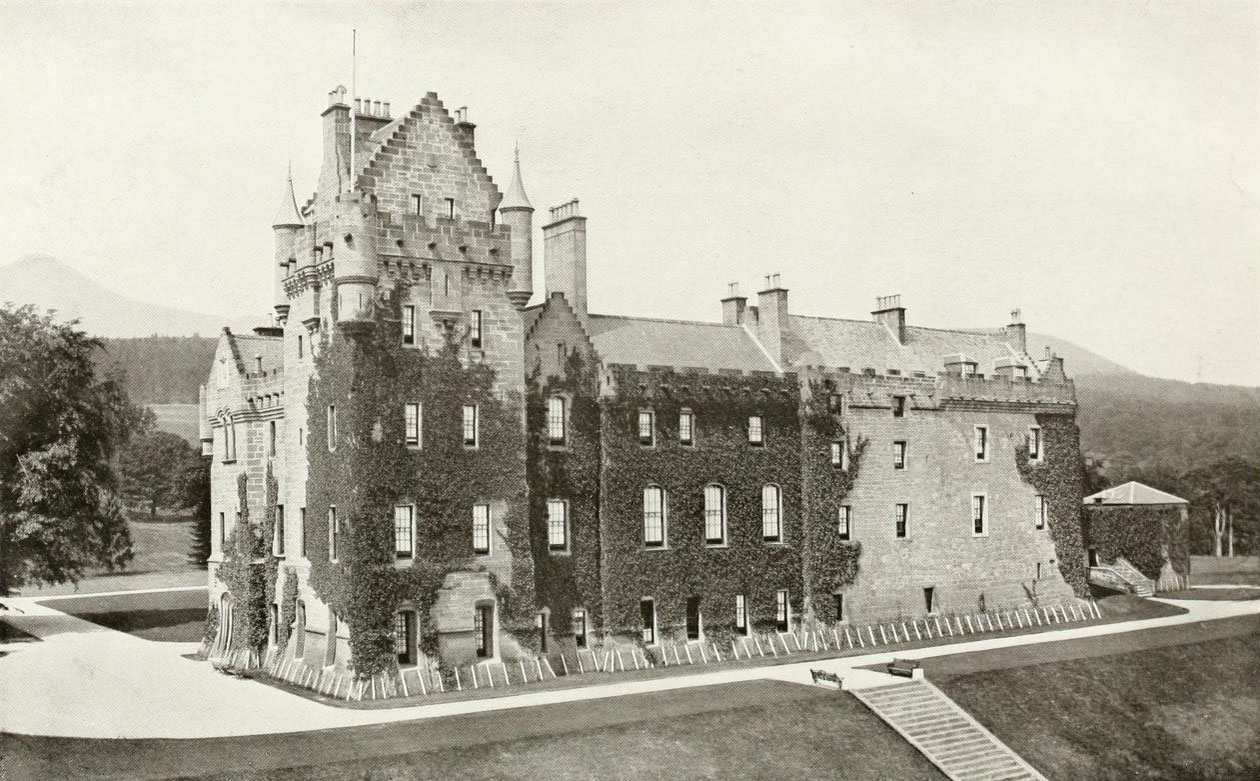
A Brodick kastély dél irányból 1879-ben.

1863 júliusában Hamilton apja meghalt, és a 18 éves Hamilton Hamilton 12. hercege lett. Öröksége nem volt nagy, mert a 11. herceg, miután megnősült, igen kiköltekezett. Többek között vásárolt egy házat Londonban Beaufort hercegtől 60 000 fontért, és egy évtized alatt további 20 000 fontot költött az ingatlanra. Skóciában is sokat építkezett, majdnem megháromszorozta a Brodick-kastély méretét, és bajor stílusban átalakította felesége tiszteletére. Az apja halálakor hátrahagyott 140 000 font értékű birtokot felesége és gyermekei között osztottak fel. Hamilton megörökölte a birtok jelentős részét, de 1867-re közel állt az anyagi tönkremenetelhez, amikor a francia nevelésű Cortolvin versenylova megnyerte a Grand National Steeplechase-t Aintree-ben. A jelentős pénzdíjakon kívül Hamilton mintegy 16 000 fontot nyert a fogadóirodáktól, amivel sikeresen stabilizálta vagyonát. A vagyon számos kastélyon túl 157 000 hektár volt, főleg Bute-ban, Lanarkban és Suffolkban. 1864-ben III. Napóleon – vitatott módon – visszaállította az Arran 2. grófjának adott, majd visszavont Châtellerault hercege címet Hamilton 12. hercege javára, a herceg anyjára való tekintettel. A címet nem használják a Hamilton hercegek.
Alfred Douglas Douglas-Hamilton (1862–1940) Hamilton 13. hercege, Brandon 10. hercege, Selkirk 9. grófja
Alfred Douglas Douglas-Hamilton (1862. március 6. – 1940. március 16.) a Brit Királyi Haditengerészetnél szolgált. Elhíresült, mert képes volt a hadihajó alatt átúszni. 1888-ban negyedik unokatestvére, William Douglas-Hamilton, Hamilton 12. hercege rávette, hogy hagyja el a haditengerészetet. 1890-ben trópusi betegség – vélhetően malária – következtében a bal oldalára lebénult. 1895-ben örökölte meg a Hamilton hercegi címet, ám jelentős – körülbelül egy millió fontos – adóssággal. Az özvegy hercegnőt 1906-ban elvette James Graham, Montrose 6. hercege, a Hamilton családot ekkor elhagyó ingatlanok közé tartozott az Arran-i Brodick kastély, amely ötszáz évig a Hamilton család tulajdonában volt. A Hamilton-kastély megmaradt a herceg kezén, aki az Első világháború idején felajánlotta azt a Királyi Haditengerészetnek kórház céljára. A Hamilton család szénbányái benyúltak a kastély alá, amely megsüllyedt, ezért 1921-32 között le kellett bontani. Hamilton Dungavel House-ban lakott, a Strathavenhez közeli lápvidéken. Halálakor Selkirk grófja cím az 1646-os alapító oklevél értelmében második fiára, George Nigel Douglas-Hamiltonra szállt.
Douglas Douglas-Hamilton (1903–1973) Hamilton 14. hercege, Brandon 11. hercege KT GCVO AFC PC
Douglas Douglas-Hamilton (1903. február 3. – 1973. március 30.) figyelemre méltó karriert futott be a repülés terén. Több elődjéhez hasonlóan az Eton College-ban és az oxfordi Christ Church egyetemen tanult. 1930-tól egy évtizeden át volt East Renfrewshire parlamenti képviselője. Gyerekkora óta érdeklődött a repülés iránt, a Királyi Kiegészítő Légierőnél (RAuxAF) szolgált. 1927. július 4-én a 602-es (City of Glasgow) osztaghoz rendelték pilóta tisztnek, majd gyorsan előléptették repülő tisztté (1929. január 4.) és repülő hadnaggyá (1930. január 15.). 1931. május 6-án, 28 évesen a legfiatalabb századvezetője lett, 1931 és 1936 között irányította a századot.

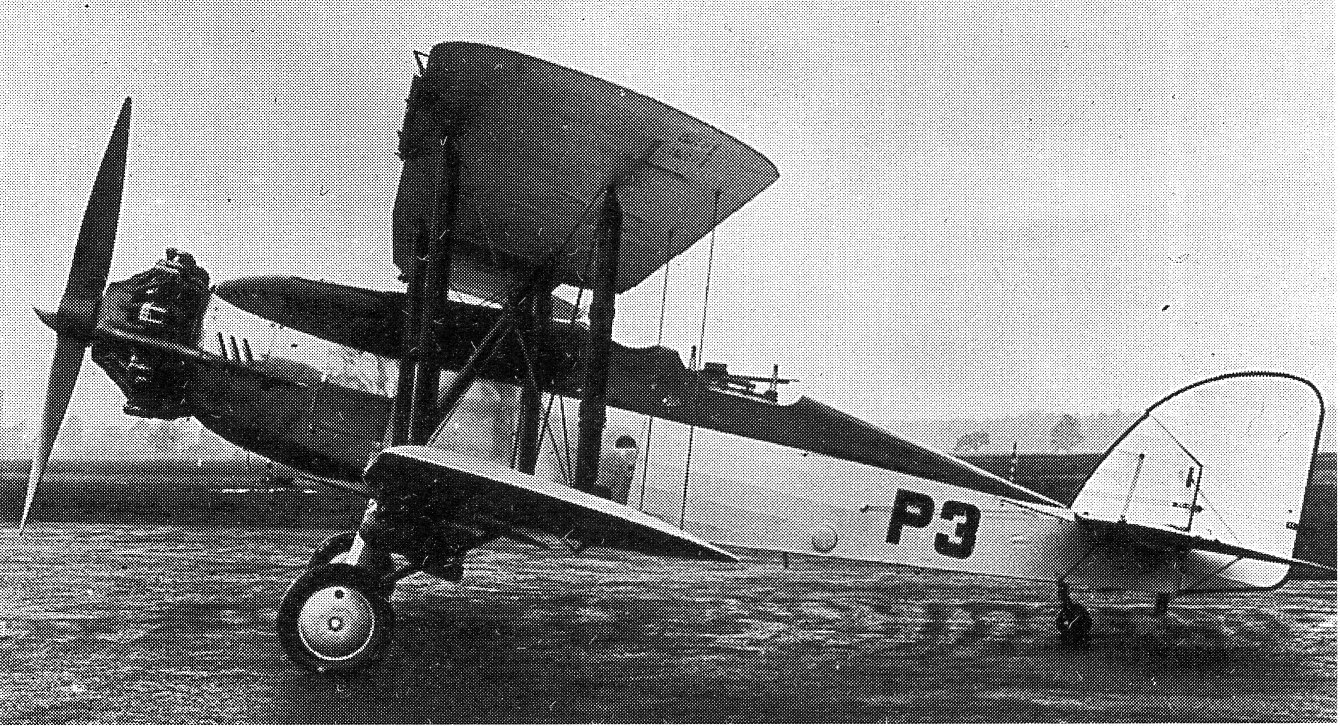
Westland PV.3 Martleshamben 1931 decemberében, az Everest expedíció kívánta módosítások előtt

 Részt vett a huszadik század elejének egyik ambiciózusabb légi repülésében, a Houston-Mount Everest Flight Expedition-ben. Minden korábbinál magasabban, alakzatban repültek át 1933-ban a Mount Everest felett, Hamilton egy Westland PV-3 kétfedelű repülőgépet vezetett. A Második világháború alatt a RAF szolgálatában az Egyesült Királyság légvédelmének megszervezésében játszott fontos szerepet. Rudolf Hess 1941. május 10-én Skóciába repült, ahol a Hamilton hercegének birtoka közelében szállt le ejtőernyővel. Hamilton hercege, aki a RAF tisztje volt, azonnal értesítette a hatóságokat Hess érkezéséről, és együttműködött a német tiszt fogva tartásában. A herceget később kihallgatták az ügy kapcsán, de hamar kiderült, hogy nem volt semmilyen előzetes tudomása Hess tervéről. A világháború után számos ceremoniális tisztséget töltött be – például az uralkodót képviselte a Skót Egyháznál –, tagja volt több bank és biztosító-társaság igazgatóságának.
Angus Douglas-Hamilton (1938-2010) Hamilton 15. hercege, Brandon 12. hercege
Angus Alan Douglas Douglas-Hamilton (1938. szeptember 13. – 2010. június 5.) az Eton College-ban és az oxfordi Balliol College-ban tanult. 1973-ban örökölte a hercegi címet. A herceg a Skót Nemzeti Párt támogatója volt, és többször is indult parlamenti képviselői választáson – sikertelenül. Aktívan részt vett a skót kulturális és történelmi örökség megőrzésében. A Hamilton hercegek évszázadok óta viselik a „Bearer of the Crown of Scotland“ címet, ezért Hamilton hercege vitte a Skócia koronáját a Westminsteri apátságban II. Erzsébet 1953-as koronázásán. A hercege életének nagy részét Skóciában töltötte. Harmadik feleségével az állatok jólétéért harcolt. A motorsportok rajongójaként számos brit és nemzetközi szárazföldi sebességrekordot tartott. A herceg sok éven át alkoholfüggőségben szenvedett, így 1993-ban, amikor ötödször ítélték el ittas vezetés miatt, bevonták a jogosítványát.
Alexander Douglas-Hamilton (1978–) Hamilton 16. hercege, Brandon 13. hercege
Alexander Douglas-Hamilton (1978. március 31-) 2010. június 5. óta Hamilton 16. hercege  Brandon 13. hercege. Felesége a belsőépítész Sophie Ann Rutherford (1976. december 8.–), akit 2011. május 7-én vett el, három fiú gyerekük – Douglas, William és Basil – született. A herceg a Holyroodhouse palota örökös őrzője és Skócia Koronájának örökös hordozója. Skócia Korona örökös hordozójaként ő helyzete a koronát II. Erzsébet királynő koporsójára a Szent Egyed-katedrálisban 2022. szeptember 12-én tartott megemlékezés alkalmával. III. Károly királlyá koronázásakor a herceg, mint a skót korona hordozója, a koronázási menet részeként vonult be az apátságba, ahol a koronát a skót zászlóval együtt helyezték el a koronázási oltáron. Hamilton herceg Skóciában, az Edinburgh-tól keletre fekvő Lennoxlove kastélyban él családjával, kevés információ ismert róla.

## Hamilton hercegek és Selkirk grófok részleges családfája
A családfa a Hamilton hercege és Selkirk grófja címek követésére készült, messze nem tartalmazza az összes testvért. Feltüntettük a fontosabb leágazásokat, amelyek más címeket érintenek, de nem mindegyiket. Valamint felkerült egy magyar vonatkozású leszármazási ág, illetve a talán legismertebb Hamilton, Emma Hamilton is.
- James Hamilton (1589–1625)  Hamilton 2. márkija,  Cambridge 1. grófja[m 20]
  - James Hamilton (1606-1649)  Hamilton 3. márkija, majd  Hamilton 1. hercege,[m 21]  Cambridge 2. grófja[m 20]
    - Anne Hamilton (1631–1716)  Hamilton 3. hercegnője[m 21] Férje William Douglas (1660-tól Hamilton) (1634–1694)  Selkirk 1. grófja,[m 19] majd  Hamilton hercege
      - James Hamilton (1658–1712)  Hamilton 4. hercege,[m 34]  Brandon 1. hercege[m 36]
        - James Hamilton (1703-1743)  Hamilton 5. hercege,[m 34]  Brandon 2. hercege[m 36]
          - James Hamilton (1724–1758)  Hamilton 6. hercege,[m 34]  Brandon 3. hercege[m 36]
            - James Hamilton (1755–1769)  Hamilton 7. hercege,[m 34]  Brandon 4. hercege,[m 36] Douglas márkija[m 40]
            - Douglas Hamilton (1756-1799)  Hamilton 8. hercege,[m 34]  Brandon 5. hercege,[m 36] hameldeni Hamilton bárója[m 39]

          - Archibald Hamilton (1740–1819)  Hamilton 9. hercege,[m 34]  Brandon 6. hercege[m 36]
            - Alexander Hamilton (1767-1852)  Hamilton 10. hercege,[m 34]  Brandon 7. hercege[m 36]
              - William Alexander Anthony Archibald Hamilton (1811–1863)  Hamilton 11. hercege,[m 34]  Brandon 8. hercege[m 36]
                - William Alexander Louis Stephen Douglas-Hamilton (1845–1895)  Hamilton 12. hercege,[m 34]  Brandon 9. hercege,[m 36]  Selkirk 8. grófja,[m 19]  Châtellerault hercege[m 8]
                  - Mary Louise Douglas-Hamilton (1884–1957). Férje: James Graham Montrose 6. hercege

                - Charles George Douglas-Hamilton (1847–1886)[m 56]  Selkirk 7. grófja[m 19]
                - Mary Victoria Hamilton, első férje: I. Albert monacói herceg, második férje  Festetics Tasziló gróf

            - Charlotte Hamilton (1772–1827) ∞ Edward St Maur (1775-1855),  Somerset 11. hercege

        - Anne Hamilton (1709–1748)[m 57]
          -  Charles Powell Hamilton (1747-1825)[m 58]
            - Augustus Barrington Price Anne Powell Douglas-Hamilton (1781–1849)[m 59]
              - Charles Douglas-Hamilton (1808-1873)[m 60]
                - Alfred Douglas Douglas-Hamilton (1862–1940)  Hamilton 13. hercege,[m 34]  Brandon 10. hercege,[m 36]  Selkirk 9. grófja[m 19]
                  - Douglas Douglas-Hamilton (1903–1973)  Hamilton 14. hercege,[m 34]  Brandon 11. hercege[m 36]
                    - Angus Douglas-Hamilton (1938-2010)  Hamilton 15. hercege,[m 34]  Brandon 12. hercege[m 36]
                      - Alexander Douglas-Hamilton (1978–)  Hamilton 16. hercege,[m 34]  Brandon 13. hercege[m 36]
                        - Douglas Charles Douglas-Hamilton (1) (2012–) Douglas és Clydesdale márkija, a hercegi cím örököse
                        - William Frederick Douglas-Hamilton (2) (2014–)
                        - Basil George Douglas-Hamilton (3) (2016–)

                      - John William Douglas-Hamilton (4) (1979–)

                    - James Alexander Douglas-Hamilton (1942-2023)[m 61]  Selkirk 11. grófja[m 19]
                      - John Andrew Douglas-Hamilton (1978–)  Selkirk 12. grófja[m 19]
                      - Charles Douglas Douglas-Hamilton (1979–) a Selkirk grófja cím örököse (2024-es állapot)

                  - George Nigel Douglas-Hamilton[m 62] (1906-1994)  Selkirk 10. grófja[m 19]

      - Charles Douglas (1663–1739)[m 63]  Selkirk 2. grófja[m 19]
      - John Douglas-Hamilton (1664–1744)[m 64]  Ruglen 1. grófja, majd  Selkirk 3. grófja[m 19]
        - Anne Hamilton (1698–1748)[m 65]  Ruglen 2. grófnője
          - William Douglas (1725–1810)  March 3. grófja, majd  Ruglen 3. grófja, majd  Queensberry 5. márkija, majd  Queensberry 4. hercege
            - Innentől lásd az Queensberry hercegei családfát

      - George Hamilton (1666–1737)[m 66]  Orkney 1. grófja
        - Innentől lásd az Orkney grófjai családfát

      - Basil Hamilton (1671–1701)[m 67]
        - Basil Hamilton (1696–1742)[m 68]
          - Dunbar Douglas (1722–1799)[m 69]  Selkirk 4. grófja[m 19]
            - Thomas Douglas (1771–1820)[m 70]  Selkirk 5. grófja[m 19]
              - Dunbar James Douglas (1809–1885)[m 71]  Selkirk 6. grófja[m 19]

      - Archibald Hamilton (1673–1754)[m 72]
        - William Hamilton (1730–1803)[m 73] Második felesége: Emma Hamilton

  - William Hamilton (1616-1651)  Lanark 1. grófja, majd  Hamilton 2. hercege,[m 21]  Cambridge grófja[m 20]

## Vagyon
A Hamilton hercegek számos kastélyt, palotát és földet birtokoltak. Székhelyük sokáig a Hamilton kastély volt, a jelenlegi a Lennoxlove kastély. A magas örökösödési adó elől, más főrendekhez hasonlóan, a XX. század elején alapítványokba és más örökösödési adó mentes társasági formákba vitték át vagyonukat, lásd a vállalkozásokról szóló részt.

### Vállalkozások
A Lennoxlove-ba bejegyzett, részben vagy egészében Hamilton hercege tulajdonában álló cégek:
- H AND K Estates Limited Alapítva: 2012. február 17. Fő tevékenységi köre az ingatlan bérbeadása és üzemeltetése saját vagy bérelt ingatlanokon. A vállalkozás létezik, de inaktív. Igazgatója Alexander Douglas-Hamilton, aki a társaság fő részvényese is.
- Brandon Investments Limited mikro vállalkozás.[m 74] Alapítva: 2006. november 14. A cég fő tevékenysége a vegyes gazdálkodás, főleg családi birtokkezelési feladatokra összpontosít.
- Hamilton and Kinneil[m 75] (Archerfield) Limited Alapítva: 1995-ben. A cég elsősorban nem kereskedelmi vállalkozásként van nyilvántartva, tevékenysége minimalis.
- Hamilton and Kinneil[m 75] Estates Limited Alapítva: 1987. szeptember 17. A vállalkozás tevékenységei közé tartozik a földbirtokok és ingatlanok kezelése, ideértve a mezőgazdasági és erdészeti tevékenységeket is. A cég fő feladatai közé tartozik a Hamilton hercegi címhez kapcsolódó birtokok igazgatása, amelyek közé tartozik például a Lennoxlove House is, amely egy történelmi kastély és kulturális központ. A cég pénzügyi eredményei alapján a teljes eszközállomány meghaladja a 4 millió fontot, és a nettó eszközértéke is folyamatosan növekedett az elmúlt években.
- Hamilton Farming Enterprises Limited Alapítva: 1987. október 12. A cég fő tevékenységi köre a mezőgazdaság és a kapcsolódó szolgáltatások, beleértve a földművelést, állattenyésztést és egyéb agrártevékenységeket..  A vállalat székhelye Dél-Lanarkshire-ben található, és szorosan kapcsolódik a Hamilton hercegi családhoz.
- H AND K Enterprises Limited mikro vállalkozás[m 74] Alapítva: 1987. szeptember 17. A vállalat tevékenységi köre többek között az ingatlanok bérbeadására és üzemeltetésére, valamint a nem fém ásványi anyagok kitermelésére irányul. A vállalat jelentős eszközállománnyal bír, 2023. októberi mérlege szerint mintegy 18,08 millió fontnyi eszközzel rendelkezik, míg nettó eszközértéke 15,79 millió font.

## Címer
Pajzs
Négyelt pajzs

A Hamilton és Brandon hercegek címerpajzsa

- Első és negyedik nagy negyed, szintén négyelt: 
  - 1. és 4. rész: Vörös mezőben három hermelin ötlevelű virág (Hamilton).
  - 2. és 3. rész: Ezüst mezőben egy természetes színű hajó, összecsukott vitorlákkal, vörös zászlóval (Arran).
- Második és harmadik nagy negyed: Ezüst mezőben egy vörös szív, amelyet arany birodalmi korona díszít, a felső kék mezőben három ezüst csillag (Douglas).

Sisakdíszek
- Első sisakdísz: Egy hercegi koronán egy tölgyfa áll, amelyet egy fűrész vág keresztben a törzsén keresztül, természetes színekkel, a fűrész arany (Hamilton).
- Második sisakdísz: Egy vörös kalapon, amelyet hermelin bélel, egy lángoló szalamandra természetes színekkel (Douglas).

Pajzstartók
Mindkét oldalon egy-egy ezüst antilop látható, arany szarvakkal és patákkal, grófi koronával a nyakukon, amelyhez arany lánc csatlakozik.
Jelmondatok
- Az első sisakdísz felett: „Through“ (Át/tovább).
- A második sisakdísz felett: „Jamais Arrière“ (Sohasem hátra).

A címerpajzs hűen tükrözi a Hamilton és Douglas családok történelmi egyesülését és nemesi örökségét.

## Hamilton hercege címei 2024-ben
- Hamilton 16. hercege (létrehozva Skócia, 1643. április 12., 1649/50. március 19. és 1661. jún. 15. kiegészítéssel)
- Brandon 13. hercege (létrehozva Nagy-Britannia, 1711. szeptember 10.)
- Douglas márkija (létrehozva Skócia, 1633. június 14.)
- Clydesdale márkija (létrehozva Skócia, 1643. április 12., átadva és visszaigényelve: 1661. június 15.)
- Angus 23. grófja (létrehozva Skócia, 1389. április 9.)
- Lanark 15. grófja (létrehozva Skócia, 1639. március 31., átadva és visszaigényelve: 1661. június 15.)
- Arran és Cambridge grófja (létrehozva Skócia, 1643. április 12., átadva és visszaigényelve: 1661. június 15.)
- 13. Lord Abernethy és Jedburgh Forest (létrehozva Skócia, 1633. június 14.)
- 15. Lord Machanshire és Polmont (létrehozva Skócia, 1639. március 31., átadva és visszaigényelve: 1661. június 15.)
- 16. Lord Aven és Innerdale (létrehozva Skócia, 1643. április 12., átadva és visszaigényelve: 1661. június 15.)
- Dutton 13. bárója, Chester megyei Duttonból (létrehozva Nagy-Britannia, 1711. szeptember 10.)
- Skócia első főrendje/főnemese
- A Holyroodhouse palota örökös őrzője